# محافظة هوا فان
 محافظة هوا فان (لاو:ແຂວງ ຫົວພັນ) و(بالإنجليزية:Houaphanh) هي محافظة تابعة لجمهورية لاوس الديموقراطية الشعبية وتقع شرق لاوس وتسمي عاصمة المحافظة شام نيوا، تتميز هوا فان بوجود شبكة واسعة من الكهوف التي ترجع الي ماقبل التاريخ، يقدر عدد سكان المحافظة 322,200 نسمة وتصنف كواحدة من افقر مناطق لاوس وموطن المناظر الجميلة والمنسوجات التقليدية

## التاريخ
كانت المحافظة موطنا للمملكة مان بون منذ القرن الرابع عشر وفي 1478 م استولت القوات الفيتنامية علي المحافظة، وخلال فترة الاستعمار الفرنسي للمنطقة تم إعطاء ملكية المحافظة الي لاوس

## التقسيمات الادارية
- تنقسم المحافظة الي 8 تقسيمات إدارية كمقاطعات (بلديات)

| 1. مقاطعة هواميوانج (لاو:ຫົວເມືອງ) 2. مقاطعة موانج (لاو:ເມືອງແອດ) 3. مقاطعة سوب (لاو:ສົບເບົາ) 4. مقاطعة فينجثونج (لاو:ວຽງທອງ) 5. مقاطعة فينجكساي (لاو:ວຽງໄຊ) 6. مقاطعة إكسامنيوا (لاو:ຊຳເໜືອ) | 1. مقاطعة إكسامتاي (لاو:ຊຳໃຕ້) 2. مقاطعة إكسينجخور (لاو:ຊຽງຄໍ້) |

## معرض صور

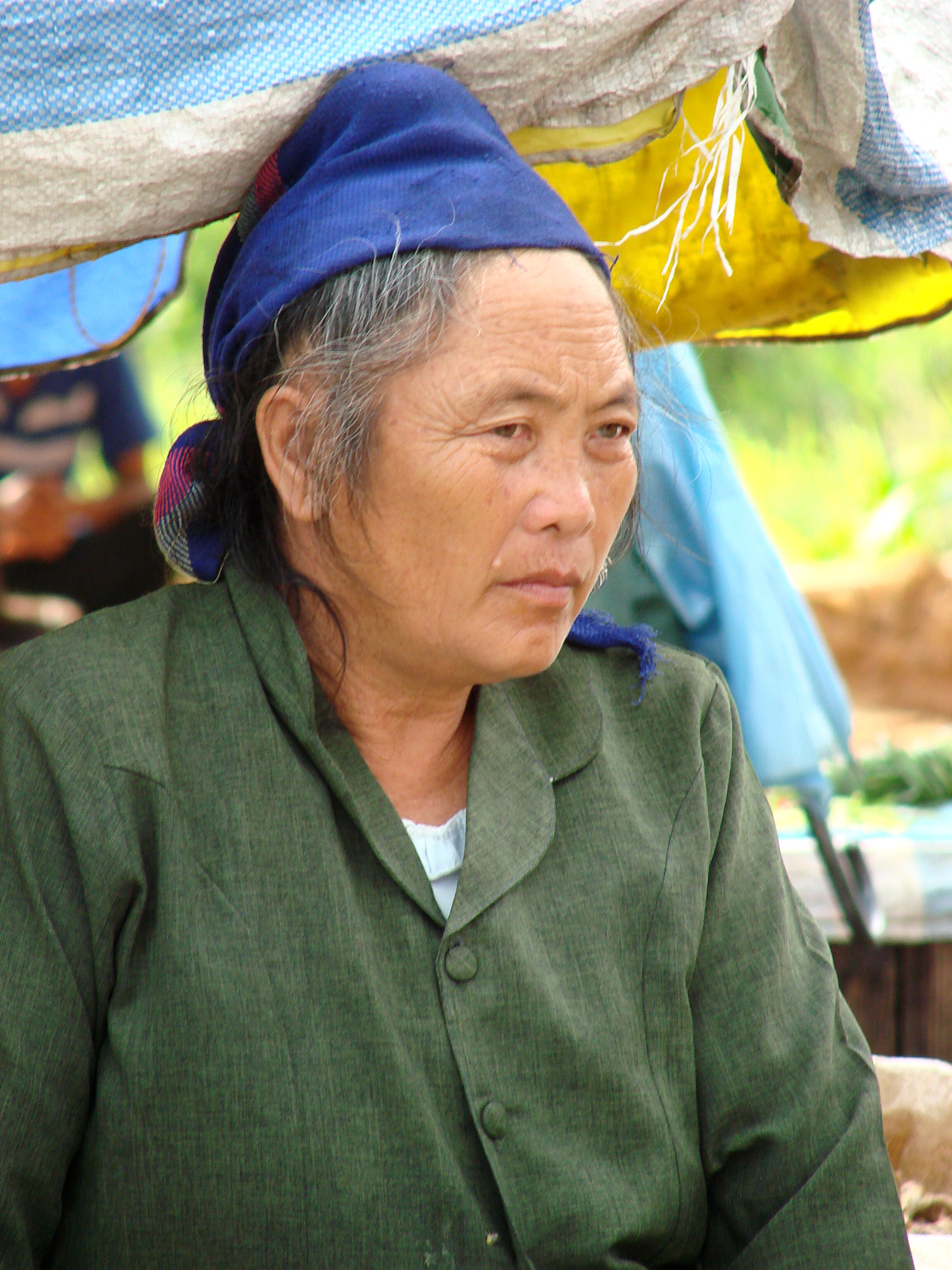
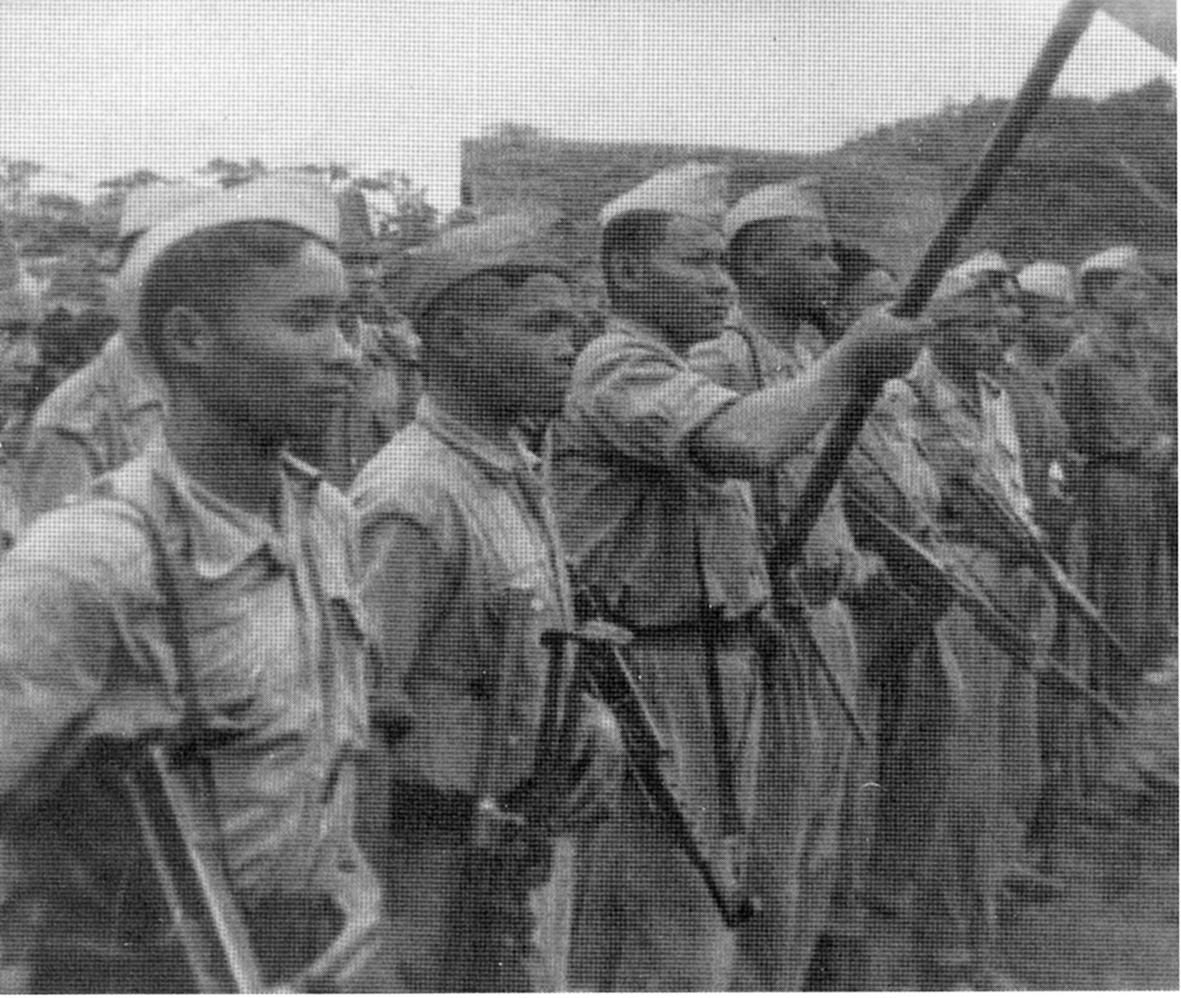
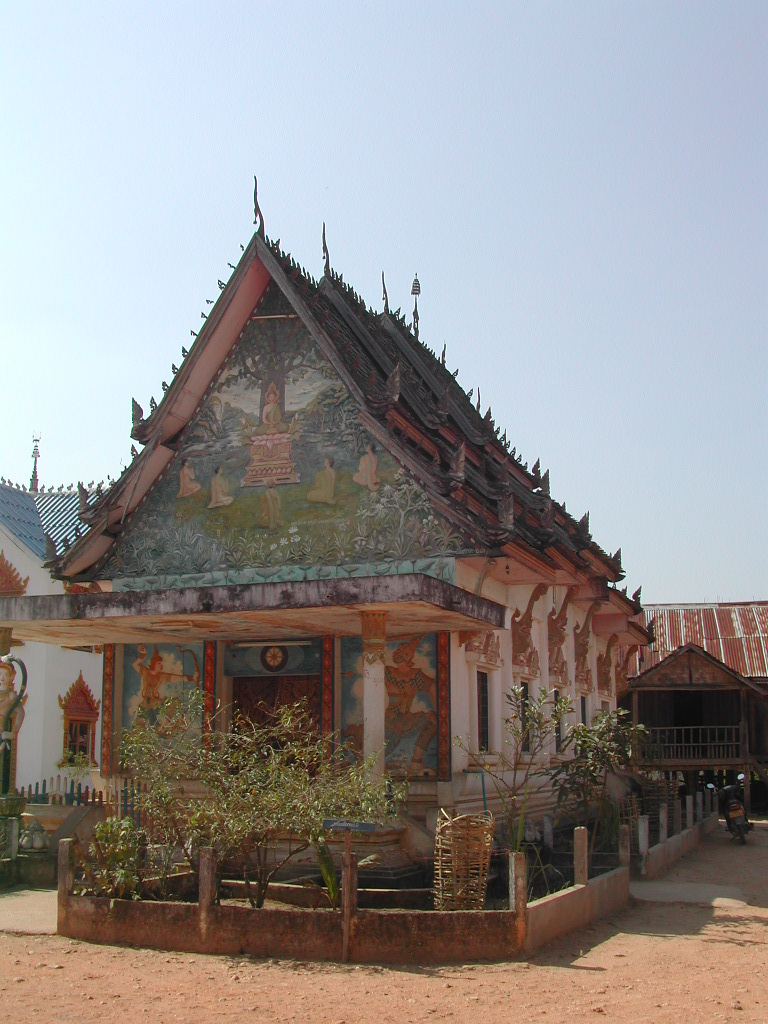